# Haudrecy
Haudrecy est une commune française située dans le département des Ardennes, en région Grand Est.

## Géographie

### Description

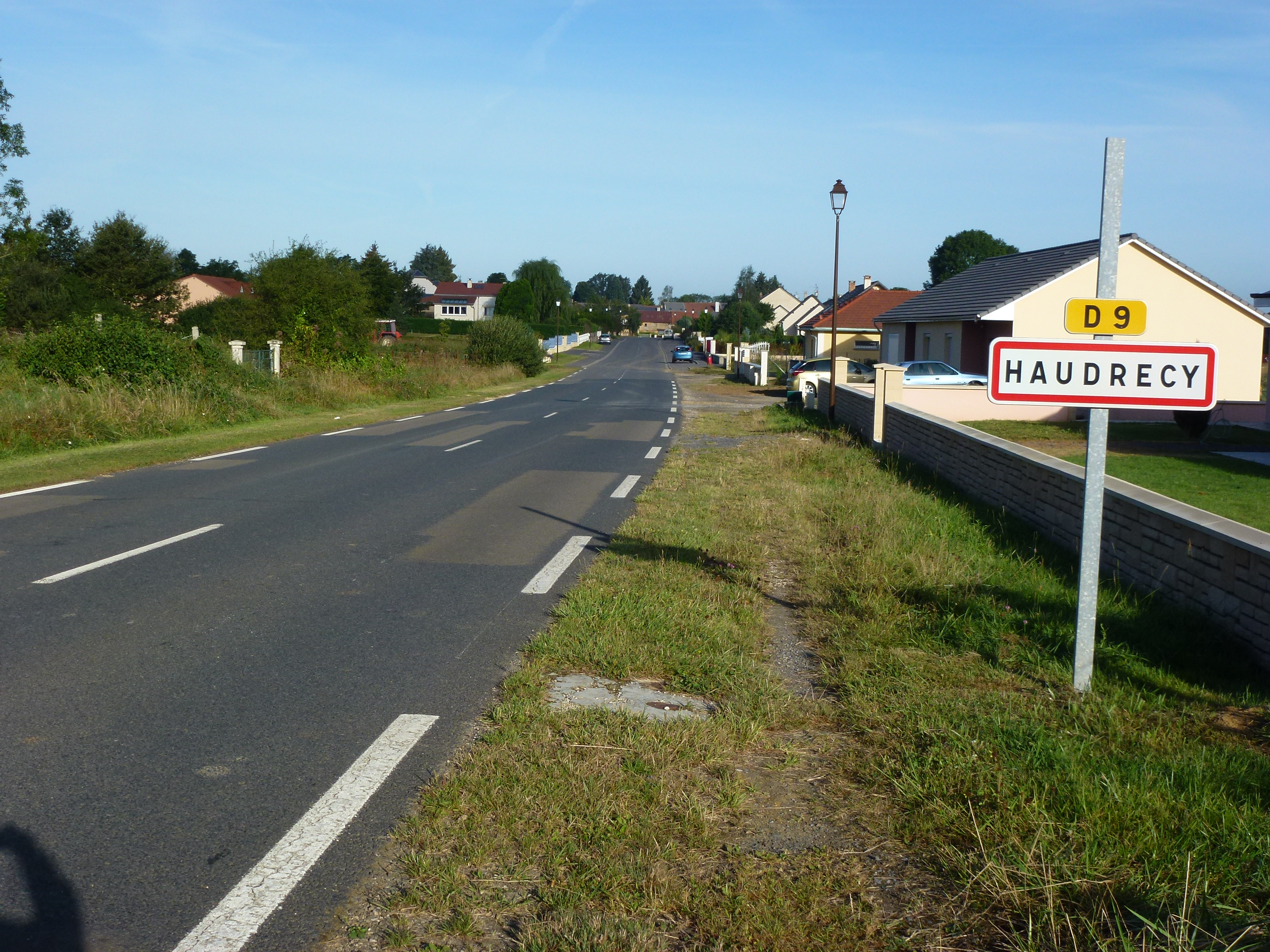

Haudrecy est un village périurbain ardennais situé dans le parc naturel régional des Ardennes à 8 km au nord-ouest de Charleville-Mézières, 73 km au nord-est de Reims et à la même distance au sud de Charleroi, à 110 km de Luxembourg et à 17 km de la frontière franco-belge.
La commune, traversée par l'autoroute A304, est facilement accessible par la route nationale 43 (France).

### Communes limitrophes
|                | Cliron   | Tournes |
| Ham-les-Moines | Haudrecy |         |
| Saint-Marcel   | Sury     | Belval  |

### Hydrographie
La commune est dans le bassin versant de la Meuse au sein du bassin Rhin-Meuse. Elle est drainée par la Sormonne et le ruisseau le Thin,.
La Sormonne, d'une longueur de 56 km, prend sa source dans la commune de Taillette et se jette  dans la Meuse à Warcq, après avoir traversé 23 communes.

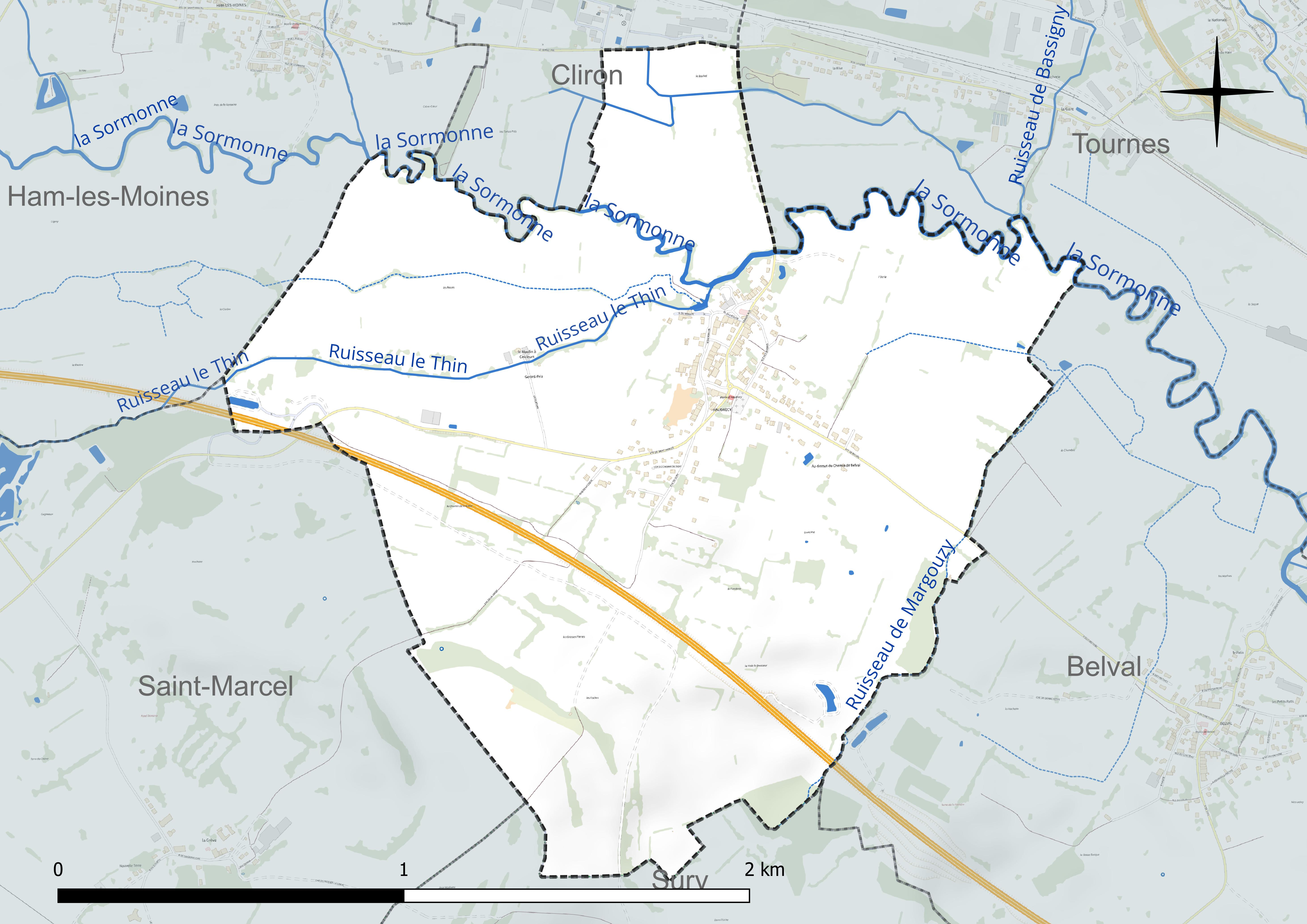
Réseau hydrographique d'Haudrecy.

Le ruisseau le Thin, d'une longueur de 22 km, prend sa source dans la commune de Dommery et se jette  dans la Sormonne sur la commune, après avoir traversé six communes.

### Climat
Pour des articles plus généraux, voir Climat du Grand Est et Climat des Ardennes.
En 2010, le climat de la commune est de type climat des marges montargnardes, selon une étude du Centre national de la recherche scientifique s'appuyant sur une série de données couvrant la période 1971-2000. En 2020, Météo-France publie une typologie des climats de la France métropolitaine dans laquelle la commune est exposée à un climat océanique altéré et est dans une zone de transition entre les régions climatiques « Nord-est du bassin Parisien » et « Lorraine, plateau de Langres, Morvan ».
Pour la période 1971-2000, la température annuelle moyenne est de 9,9 °C, avec une amplitude thermique annuelle de 15,6 °C. Le cumul annuel moyen de précipitations est de 902 mm, avec 13,2 jours de précipitations en janvier et 9,5 jours en juillet. Pour la période 1991-2020, la température moyenne annuelle observée sur la station météorologique de Météo-France la plus proche, « Charleville-Méz. », sur la commune de Charleville-Mézières à 7 km à vol d'oiseau, est de 9,9 °C et le cumul annuel moyen de précipitations est de 928,4 mm. 
La température maximale relevée sur cette station est de 39,2 °C, atteinte le 25 juillet 2019 ; la température minimale est de −17,5 °C, atteinte le 1er janvier 1997,,.
Les paramètres climatiques de la commune ont été estimés pour le milieu du siècle (2041-2070) selon différents scénarios d'émission de gaz à effet de serre à partir des nouvelles projections climatiques de référence DRIAS-2020. Ils sont consultables sur un site dédié publié par Météo-France en novembre 2022.

## Urbanisme

### Typologie
Au 1er janvier 2024, Haudrecy est catégorisée commune rurale à habitat dispersé, selon la nouvelle grille communale de densité à 7 niveaux définie par l'Insee en 2022.
Elle est située hors unité urbaine. Par ailleurs la commune fait partie de l'aire d'attraction de Charleville-Mézières, dont elle est une commune de la couronne,. Cette aire, qui regroupe 132 communes, est catégorisée dans les aires de 50 000 à moins de 200 000 habitants,.

### Occupation des sols
L'occupation des sols de la commune, telle qu'elle ressort de la base de données européenne d’occupation biophysique des sols Corine Land Cover (CLC), est marquée par l'importance des territoires agricoles (82,8 % en 2018), en diminution par rapport à 1990 (92,2 %). La répartition détaillée en 2018 est la suivante : 
prairies (80,8 %), zones urbanisées (9 %), zones industrielles ou commerciales et réseaux de communication (8,2 %), terres arables (2 %). L'évolution de l’occupation des sols de la commune et de ses infrastructures peut être observée sur les différentes représentations cartographiques du territoire : la carte de Cassini (XVIIIe siècle), la carte d'état-major (1820-1866) et les cartes ou photos aériennes de l'IGN pour la période actuelle (1950 à aujourd'hui).

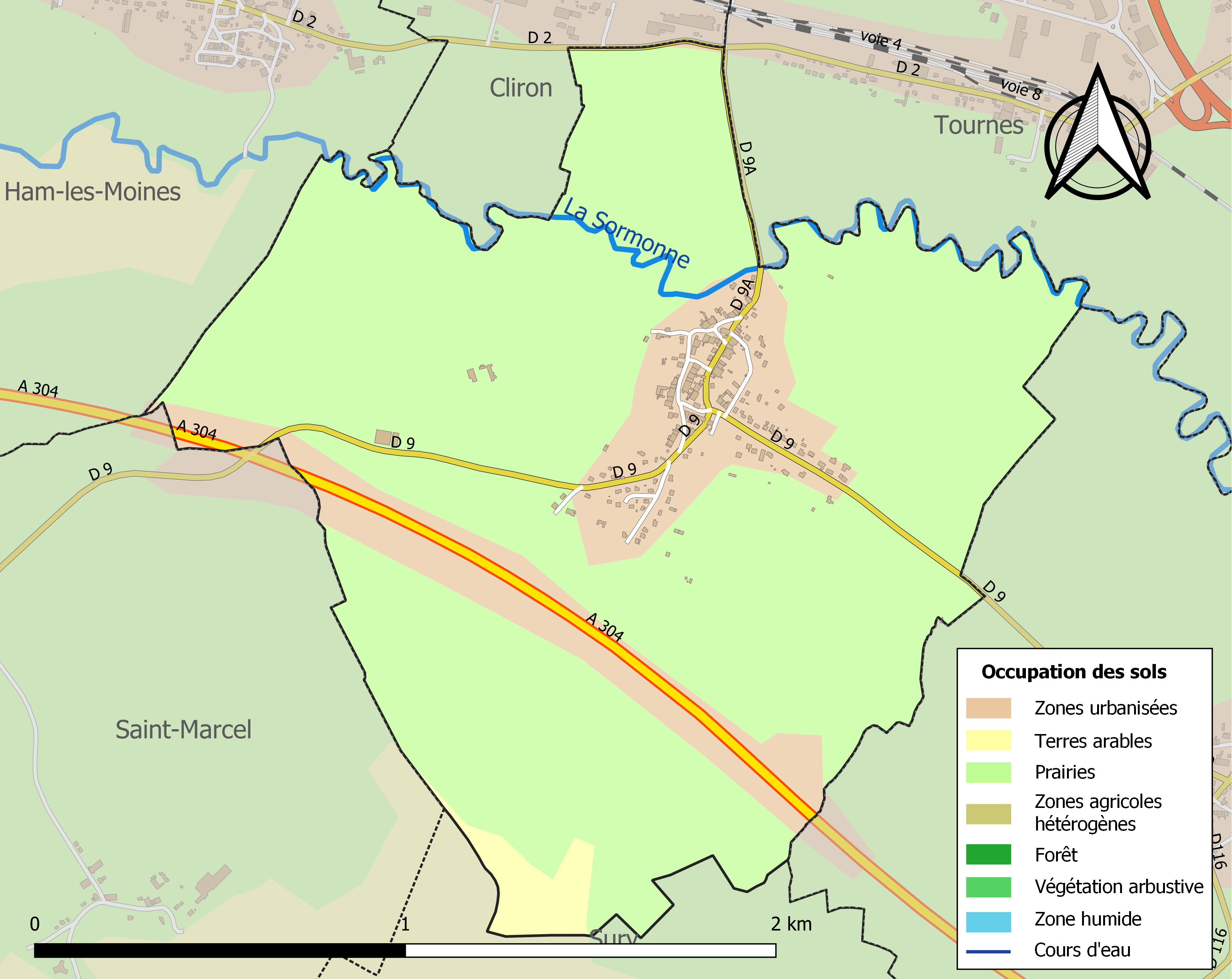
Carte des infrastructures et de l'occupation des sols de la commune en 2018 (CLC).

## Histoire
Le territoire de la commune d’Haudrecy est traversé par un embranchement de l’ancienne voie romaine de Reims à Trèves[réf. nécessaire].

## Politique et administration

### Intercommunalité
La ville est membre depuis 2014 de la communauté d'agglomération dénommée Ardenne Métropole, un établissement public de coopération intercommunale (EPCI) à fiscalité propre créé par la fusion de plusieurs anciennes intercommunalités et auquel la commune avait transféré un certain nombre de ses compétences, dans les conditions déterminées par le code général des collectivités territoriales.

### Liste des maires
| Période                                  | Période                       | Identité        | Étiquette   | Qualité                                                                                       |
| ---------------------------------------- | ----------------------------- | --------------- | ----------- | --------------------------------------------------------------------------------------------- |
| Les données manquantes sont à compléter. |                               |                 |             |                                                                                               |
| 1971                                     | 2014                          | Gérard Drumel   | PS puis DVG | Conseiller général de Renwez (1979 → 1985 et 1998 → 2015)                                     |
| 2014                                     | En cours (au 17 juillet 2020) | Philippe Claude |             | Technicien Vice-président de la CA Ardenne Métropole (2020 → ) Réélu pour le mandat 2020-2026 |

### Politique de développement durable
Haudrecy a adhéré à la charte du parc naturel régional des Ardennes, à sa création en décembre 2011.

## Démographie
L'évolution du nombre d'habitants est connue à travers les recensements de la population effectués dans la commune depuis 1793. Pour les communes de moins de 10 000 habitants, une enquête de recensement portant sur toute la population est réalisée tous les cinq ans, les populations de référence des années intermédiaires étant quant à elles estimées par interpolation ou extrapolation. Pour la commune, le premier recensement exhaustif entrant dans le cadre du nouveau dispositif a été réalisé en 2007.

En 2022, la commune comptait 328 habitants, en évolution de +8,61 % par rapport à 2016 (Ardennes : −2,97 %, France hors Mayotte : +2,11 %).
| 1793 | 1800 | 1806 | 1821 | 1831 | 1836 | 1841 | 1846 | 1851 |
| ---- | ---- | ---- | ---- | ---- | ---- | ---- | ---- | ---- |
| 183  | 228  | 244  | 249  | 286  | 333  | 353  | 328  | 346  |

| 1866 | 1872 | 1876 | 1881 | 1886 | 1891 | 1896 | 1901 | 1906 |
| ---- | ---- | ---- | ---- | ---- | ---- | ---- | ---- | ---- |
| 324  | 320  | 296  | 226  | 215  | 217  | 209  | 172  | 214  |

| 1911 | 1921 | 1926 | 1931 | 1936 | 1946 | 1954 | 1962 | 1968 |
| ---- | ---- | ---- | ---- | ---- | ---- | ---- | ---- | ---- |
| 146  | 169  | 132  | 131  | 124  | 127  | 135  | 113  | 118  |

| 1975 | 1982 | 1990 | 1999 | 2006 | 2007 | 2012 | 2017 | 2022 |
| ---- | ---- | ---- | ---- | ---- | ---- | ---- | ---- | ---- |
| 143  | 170  | 196  | 266  | 291  | 295  | 283  | 305  | 328  |

## Culture locale et patrimoine

### Lieux et monuments
- Le château d'Haudrecy est détruit à l’époque de la Révolution française..
- Église Saint-Arnould d'Haudrecy.

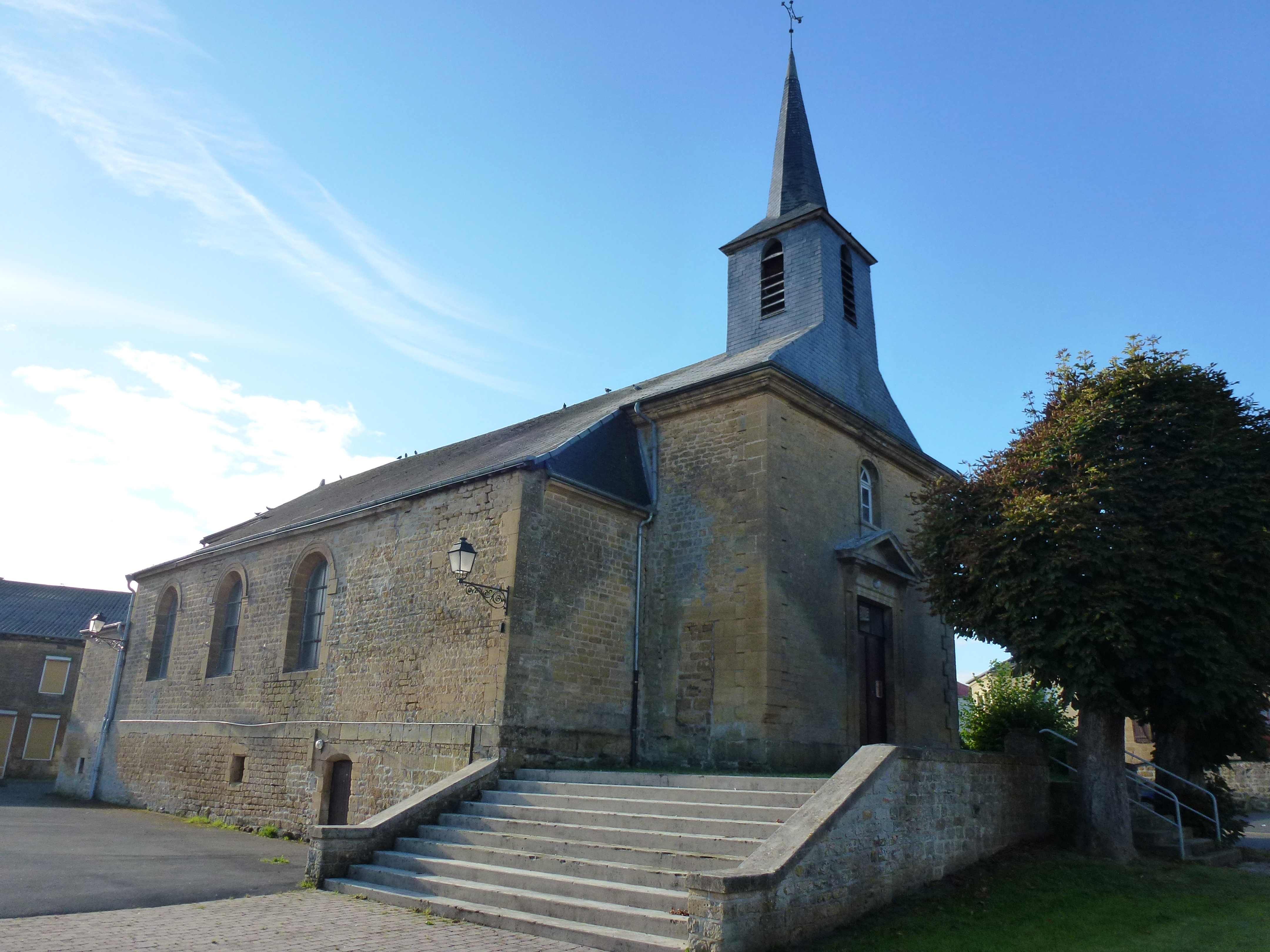
L'église.
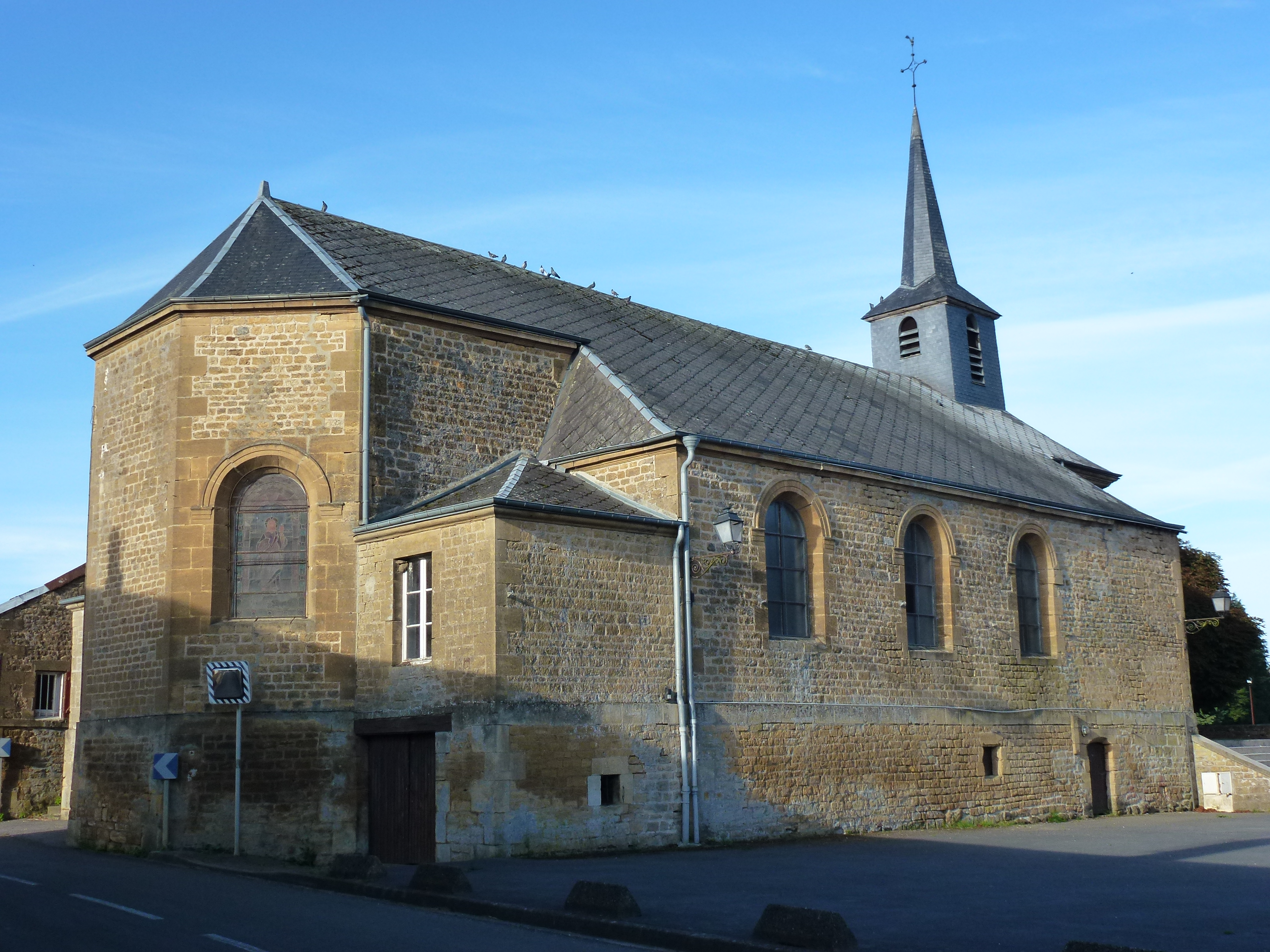
Chevet de l'église
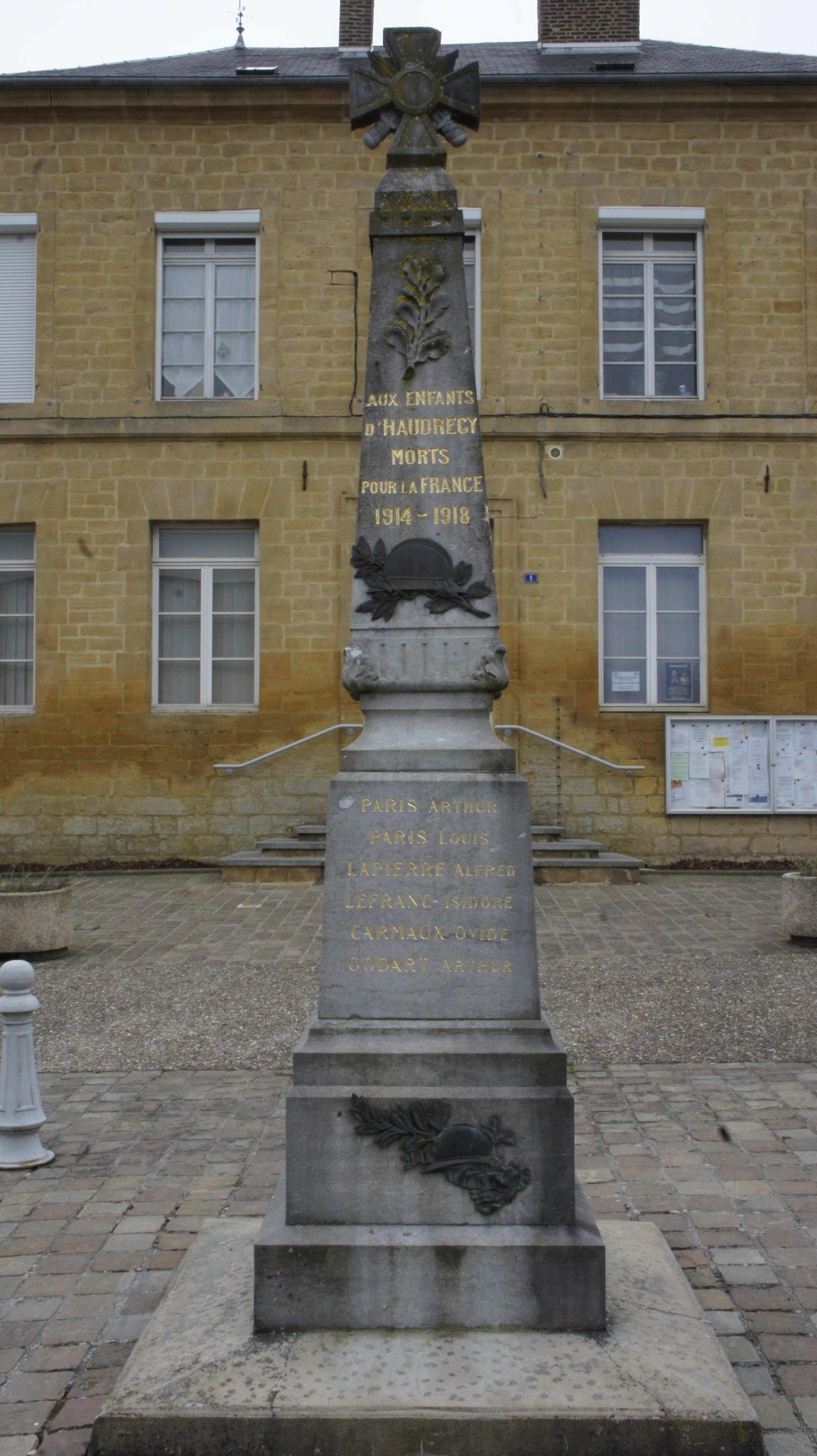
Monument aux morts

### Personnalités liées à la commune
Dans son ouvrage sur les communes des Ardennes et la notice sur Haudrecy, Albert Meyrac écrit que le territoire de cette commune a appartenu, dans l'Ancien Régime, aux seigneurs de Montcornet, puis à ceux de Villers et à la famille d'Arras, la branche dite d'Arras d'Haudrecy. Albert Meyrac n'est pas un historien, mais un journaliste qui aimait collecter les anecdotes orales sur le passé des lieux ardennais. D'après ces collectes, le dernier seigneur d'Haudrecy, Rémy Pierre d'Arras d'Haudrecy (1755 - 1799), a été officier dans l'armée royale. Puis, émigré, il devient capitaine dans l'Armée de Condé. Arrêté par des révolutionnaires (en Belgique), il meurt fusillé.
Albert Meyrac évoque dans le même ouvrage le souvenir d'un château édifié en cette commune et possédant quatre tours.  Cet édifice devait dater du XIVe siècle ou XVe siècle. Il est représenté dans un des Albums de Croÿ réalisé au début du XVIIe siècle. il s'agit d'un quadrilatère entouré de douves, flanqué de trois grosses tours d'angle et d'une échauguette. Il était équipé d'un pont-levis, l'accès se faisant par un porche fortifié. Il n'en reste aucun vestige. Vendu en plusieurs lots comme bien national en 1794, il disparaît, une partie des pierres servant à édifier des maisons des environs.
Le souvenir de cette famille d'Arras d'Haudrecy a été transmis également par une dalle funéraire dans l'église d'Haudrecy. C'est la dalle funéraire d'Acham d'Arras, décédé en 1725. Cette famille blasonne « d'argent au chevron d'azur, surmonté en chef de deux blairiers affrontés de sable, becqués et pattés de gueules ».
D'après un ouvrage de Louis d'Arras d'Haudrecy édité à compte d'auteur en 2020, neuf générations de cette famille se sont succédé en Haudrecy. D'après cet auteur, Rémy Pierre d'Arras d'Haudrecy fusillé par les révolutionnaires et présenté par Albert Meyrac comme le dernier descendant, aurait eu en fait un fils, Louis, né alors que ce Rémy Pierre était émigré, et qui ne serait jamais revenu sur les ex-terres de sa famille, préférant s'installer dans la région natale de sa mère, en Ardennes belge.

### Héraldique
| Armes de Haudrecy | Les armes de Haudrecy se blasonnent ainsi : D’argent au chevron d’azur accompagné en pointe d’une fleur de lys au pied nourri de gueules, au chef du même chargé de six vergettes d’or. |